# Infanta, Quezon
Infanta là đô thị loại 2 ở tỉnh Quezon, Philippines.

### Các đơn vị hành chính
Infanta, về mặt hành chính, được chia thành 36 barangays: 7 urban and 29 rural.
Urban:
- Poblacion 1
- Poblacion 38
- Poblacion 39
- Poblacion Bantilan
- Comon
- Ingas
- Dinahican

Rural:
| - Alitas - Langgas - Anibong - Balobo - Bacong - Magsaysay - Amolongin - Pulo - Binonoan - Gumian - Tongohin - Pinaglapatan - Ilog - Catambungan - Pilaway | - Agus-agos - Banugao - Miswa - Lual - Batican - Boboin - Libjo - Abiawin - Binulasan - Maypulot - Silangan - Cawaynin - Antikin - Tudturan |